# Dope Stars Inc.
Dope Stars Inc. é uma banda italiana de rock industrial formada em 2003 por Victor Love, Darin Yevonde, Grace Khold e Brian Wolfram.

## História
Dope Stars Inc. foi fundada em 8 de Maio de 2003 por Victor Love (vocal, guitarra, sintetizadores, baterias eletrônicas), Grace Khold (teclado), Darin Yevonde (baixo) e Brian Wolfram (guitarra). Sua ideia era criar uma banda de "rock n roll, com uma mistura sedutora de atitude punk e ataques de  industrial". No ano seguinte, o primeiro EP da banda foi lançado com o nome de 10 ,000 Watts Of Artificial Pleasures. Cada parte do nome da banda significa algo. "Dope" representa o doping, e ácido sintético viciante prozac que está presente em suas veias. "Stars" atitude significa Rock 'n', e "Inc." Industrial lado da música.

### 10,000 Watts of Artificial Pleasures EP
Dope Stars Inc. começou a trabalhar em seu primeiro EP em Maio 8, 2003. Victor Love encarregou de criar a maioria das músicas, enquanto Grace Khold ajudou com as letras. Embora agora, Grace não faz mais parte da banda. O EP foi gravado de forma rápida e sem custo para produzi-lo.
Quase nenhuma venda, porque a maioria das músicas contidas no EP foram re-gravadas para o álbum de estreia, Neuromance.

### Neuromance
Quando Dope Stars Inc. decidiu iniciar a produção de seu primeiro álbum, que originalmente intitulado "New Breed of Digital Fuckers". Este nome foi determinado, mesmo depois de assinar contrato com a Trisol Records, em Fevereiro de 2005. No mesmo mês, Brian Wolfram deixou a banda e foi substituído por Alex Vega (guitarrista de Klimt 1918).
Em abril, foi anunciado que Thomas Rainer, o homem por trás L'Âme Immortelle, iria produzir três faixas do álbum. Foi também anunciado que John Fryer atuaria como produtor do novo álbum. O nome do álbum que mudou para [[Neuromance|://Neuromance[ligação inativa]]] em junho de 2005. :// Neuromance uma referência ao romance de William Gibson, Neuromancer. William Gibson é considerado o pai da cultura Cyberpunk. :// Neuromance foi lançado em 22 de agosto de 2005.

### Make A Star EP
No decurso de 2006, a banda continuou a trabalhar em material novo, e em 4 de agosto foi lançado o EP Make a Star. O novo álbum contém quatro músicas produzidas por Victor Love e uma nova versão da música "Make a Star", novamente produzido por Thomas Rainer. O estoque do disco foi esgotado em menos de duas semanas.
Durante o verão de 2006 a banda se apresentou nos festivais mais importantes alternativos da Alemanha, Wave Gotik Treffen 2006, Amphi Festival] e M'era Moon 2006.

### Gigahearts
Após um ano de shows, Dope Stars Inc. entrou no estúdio gravando um novo álbum no mês de julho e setembro de 2006. Gigahearts foi lançado em 5 de dezembro daquele ano, após uma turnê que incluiu onze datas na Alemanha ao lado de  ASP. Após a turnê, por razões pessoais , Grace Khold deixou Dope Stars Inc. durante o inverno de 2006. Ele foi imediatamente substituído pelo guitarist La Nuit.
Em 27 de janeiro de 2007, a banda se apresentou na estreia do filme Saw III em Munique, na Alemanha. Uma nova canção intitulada "Getting Closer" inspirado no filme foi lançado na versão europeia da trilha sonora do filme. No início de 2007 Ash Rexy entrou para a banda (ao vivo), para sintetizadores para concertos na Alemanha, especialmente os Wave Gotik Treffen de 2007.
EM 2015 foi lançado TeraPunk, quinto álbum de estúdio que traz uma mistura de industrial, rock e electro.

## Membros

### Membros Atuais
- Victor Love - Vocal,Sintetizadores, Programador, Produtor (2003-Presente)
- La Nuit - Guitarra (2007-Presente)
- Darin Yevonde - Baixo (2003-Presente)

### Membros Ao Vivo
- Ash Rexy - Sintetizadores (2007-Presente)

### Ex Membros
- Grace Khold - Arte, Teclados (2003-2006)
- Brian Wolfram - Guitarra principal (2003-2005)
- Noras Blake - Guitarra
- Alex Vega - Guitarra

## Discografia

### Álbuns de estúdio
- Neuromance (2005)
- Gigahearts (2006)
- 21st Century Slave (2009)
- Ultrawired (2011)
- TeraPunk (2015)

### EPs
- 10.000 Watts of Artificial Pleasures EP (2003)
- Make a Star EP (2006)